# Waxahachie, Texas
Waxahachie là một thành phố thuộc quận Ellis, tiểu bang Texas, Hoa Kỳ. Năm 2010, dân số của xã này là 29621 người.

## Dân số
- Dân số năm 2000: 21426 người.
- Dân số năm 2010: 29621 người.